# پریتیتس
پریتیتس (به آلمانی: Prittitz) یک منطقهٔ مسکونی در آلمان است که در تویشرن واقع شده‌است. پریتیتس ۹۹۵ نفر جمعیت دارد.